# Woodsia kansana
Woodsia kansana är en hällebräkenväxtart som beskrevs av R.E.Brooks. Woodsia kansana ingår i släktet Woodsia och familjen Woodsiaceae. Inga underarter finns listade.